# Mestna avtobusna linija št. 12D (Ljubljana)
Mestna avtobusna linija številka 12D BEŽIGRAD – DOMŽALE je ena izmed 33 avtobusnih linij javnega mestnega prometa v Ljubljani. Poteka v smeri zahod - vzhod in povezuje Bežigrad in Kolodvor z Novimi Jaršami, Hrastjem, Sneberjami, Šentjakobom, Podgorico, Dragomljem ter Domžalami. S svojo traso se izogne strogemu centru mesta, zato linija ni preobremenjena.

## Zgodovina
Linija št. 12D je bila uvedena 1. septembra 2016. Sprva je bila načrtovana preusmeritev linije št. 12 iz Vevč v Podgorico, vendar je bila predvidena preusmeritev deležna številnih kritik potnikov, predvsem Vevčanov, ki bi tako izgubili neposredno povezavo z mestnim središčem. 
Linija je vse do 1. avgusta 2018 uradno obratovala le do naselja Podgorica, kljub temu da so avtobusi od vsega začetka prevozili celotni Dragomelj, saj v Podgorici ni urejenega ustreznega obračališča (zato je nosila oznako Bežigrad - Podgorica). Ker Dragomelj leži v Občini Domžale, je moral LPP za obratovanje v obljubljanski občini pridobiti ustrezno dovoljenje Ministrstva za infrastrukturo. Vse do pridobitve dovoljenja linija tam ni smela imeti označenih postajališč, vstopanje in izstopanje potnikov pa je bilo prepovedano.
Linija je bila s 1. oktobrom 2024 podaljšana iz Dragomlja do Domžal. Natančneje, do končne postaje izpred kolodvora v Domžalah. Tako sedaj obratuje na relaciji BEŽIGRAD – DOMŽALE KOLODVOR. S spremembo trase pa je sta bili na novo uvedeni liniji 21D in 28.

## Trasa
- smer BEŽIGRAD – DOMŽALE: Železna cesta - Linhartova cesta - Dunajska cesta - Trg OF - Masarykova cesta - Šmartinska cesta - cesta 644 - Šentjakob - cesta 644 - Podgorica - Dragomelj - Podgorica - Savska cesta - Ljubljanska cesta - Masljeva ulica
- smer DOMŽALE – BEŽIGRAD: Masljeva ulica - Ljubljanska cesta - Savska cesta - Podgorica - Dragomelj - Podgorica - cesta 644 - Šentjakob - cesta 644 - Šmartinska cesta - Masarykova cesta - Trg OF - Dunajska cesta - Vilharjeva cesta - Železna cesta.

## Režim obratovanja
Linija obratuje vse dni v letu, tj. ob delavnikih, sobotah, nedeljah in praznikih.

### Preglednice časovnih presledkov v minutah
| ura           | 1.9. - 25.6. | 26.6. - 31.8. |
| ------------- | ------------ | ------------- |
| 4.50 - 6.00   | 40           | 80            |
| 6.00 - 7.00   | 40           | 80            |
| 7.00 - 8.30   | 45           | 80            |
| 8.30 - 13.30  | 40           | 90            |
| 13.30 - 15.00 | 40           | 80            |
| 15.00 - 19.00 | 40           | 80            |
| 19.00 - 22.35 | 35-40        | 70            |

| ura           | vse leto |
| ------------- | -------- |
| 4.50 - 7.30   | 60-65    |
| 7.30 - 12.00  | 70-75    |
| 12.00 - 15.30 | 70       |
| 15.30 - 21.00 | 75-80    |
| 21.00 - 22.35 | 60       |

| ura           | vse leto |
| ------------- | -------- |
| 5.35 - 8.30   | 60       |
| 8.30 - 18.00  | 70-75    |
| 18.00 - 21.00 | 70-75    |
| 21.00 - 22.35 | 60       |

- Vsako leto ob prazniku spomina na mrtve 31. oktobra in 1. novembra linija št. 12D zaradi povečanega števila obiskovalcev Žal obratuje po Pokopališki in Savski cesti mimo pokopališča Žale.